# نوليسوميك
عدم وجود الكروموسومات (نوليسوميك) Nullisomic هو حالة وراثية تنطوي على عدم وجود كل من الأزواج الكروموسومية الطبيعية لنوع ما (2n-2) لن يتمكن البشر المصابون بهذه الحالة من البقاء على قيد الحياة.
اسباب حدوث عدم التماثل بسبب عدم الانفصال أثناء الانقسام المنصف مما يجعل اثنين من الأمشاج لا تحتوي على مادة كروموسومية، تاركة الأمشاج الأخرى تحتوي على ضعف كمية المادة الكروموسومية (ثنائية الذرة). بسبب نقص المعلومات الوراثية، تصبح الأمشاج غير قابلة للتخصيب.